# Água Alexandrina
Água Alexandrina (em latim: Aqua Alexandrina ou Acqua Alexandrina) foi um aqueduto romano localizado na cidade de Roma, Itália. Com 22,4 km, levava água do Pantano Borghese até as Termas de Alexandre no Campo de Marte. Funcionou entre os séculos III e VIII d.C.

## História
O aqueduto foi construído em 226 d.C., o último dos onze aquedutos clássicos de Roma, por ordem do imperador Alexandre Severo para suprir água para sua expansão das Termas de Nero, que passaram a se chamar "Termas Alexandrinas" (Thermae Alexandrinae). Ele foi restaurado pela primeira vez na época de Diocleciano, entre os séculos III e IV, novamente entre os séculos V e VI e finalmente no século VIII, por ordem do papa Adriano I. Suas ruínas foram descritas no século XVII por Raffaello Fabretti (1680).

## Detalhes técnicos
A Água Alexandrina coletava sua água no Pantano Borghese, um pântano perto da cidade de Gabii, agora parte de Monte Compatri. A mesma fonte também passou a ser utilizada pela Água Feliz, que ainda funciona, a partir de 1586. A água segue os primeiros 6,4 km de um total de 22,4 km através de um túnel subterrâneo, depois pela superfície e, nos 2,4 km quilômetros finais, por cima de arcos através dos vales da Campanha Romana. O trajeto final dentro da cidade é incerto, mas ele supostamente entrava na cidade pela Porta Maior e terminava no Campo de Marte, nas Termas de Alexandre, entre o Panteão e a Piazza Navona. Dependendo da estação do ano, o aqueduto entregava entre 120 000 e 320 000 m3 de água por dia.
Os arcos são feitos de concreto revestido de tijolos. Acima de cada pilar estão quatro pequenos suportes de travertino cuja função permanece desconhecida.

## Restos

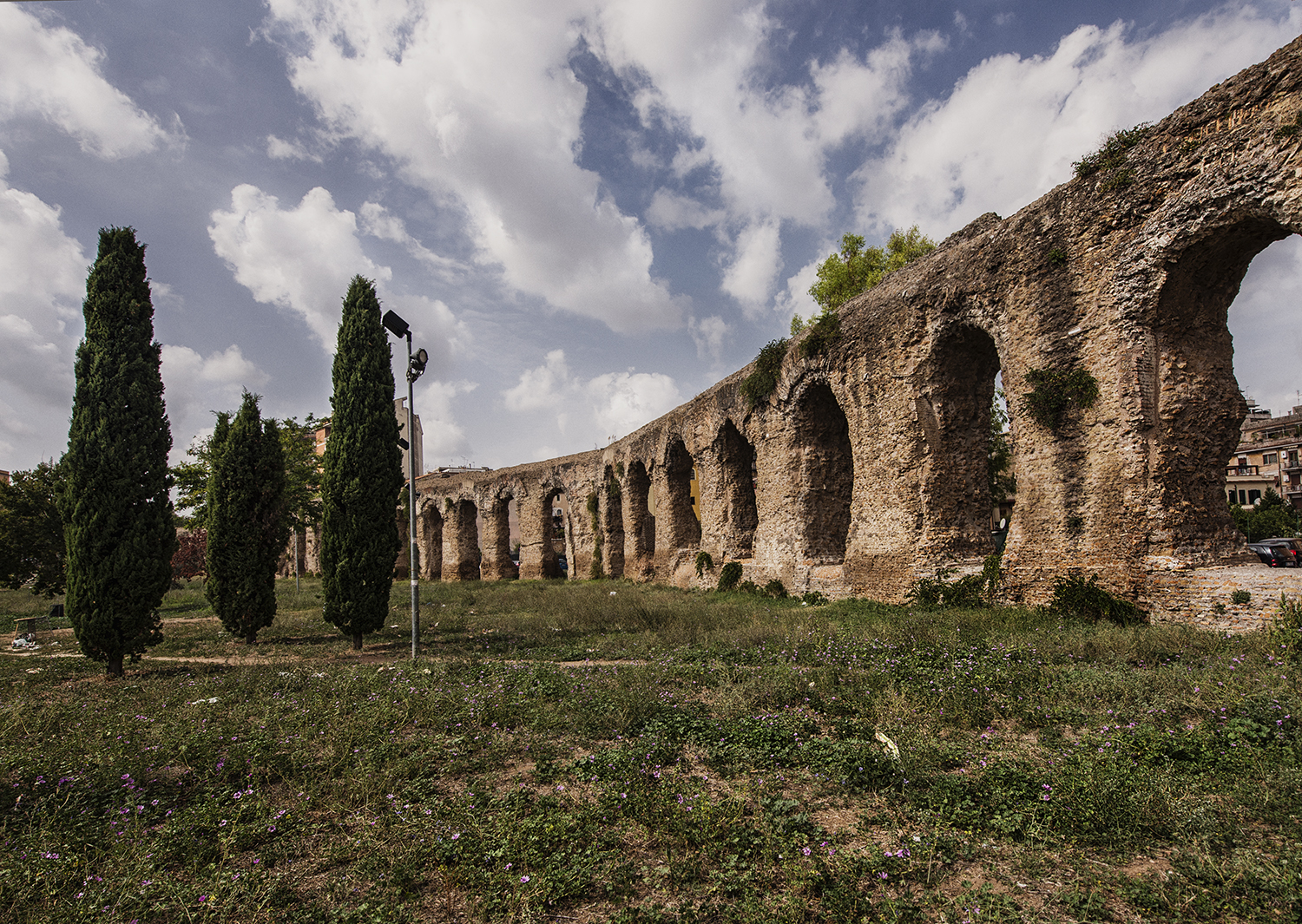
Água Alexandrina

O maior trecho contínuo acima do solo da Água Alexandria atravessa o distrito de Centocelle ao longo da Via dei Pioppi e da Via degli Olmi. Arcos monumentais dominam a paisagem ao longo da movimentada Viale Palmiro Togliatti, a norte da Via Casilina, que atravessa o Fosso di Centocelle, onde os arcos alcançam entre 20 e 25 metros de altura. Antigamente, o cruzamento era uma das mais impressionantes vistas da zona rural romana, mas atualmente está totalmente envolto por uma zona residencial densamente povoada. O revestimento de tijolos no local está muito bem preservado, ao contrário de outras seções, já bastante erodido.
O segundo mais longo trecho segue a Via dell'Acquedotto Alessandrino, ao sul da Via Casilina. Os arcos levavam a água através de um vale que é o ponto mais baixo de todo o percurso, no cruzamento com a moderna Via Carlo Della Rocca, até o cruzamento com a Via dia Torpignattara. 
É possível seguir o aqueduto de Centocelle até o Pantano Borghese atravessando campos abertas e algumas fazendas até o Grande Raccordo Anulare, o anel viário que circunda Roma. No percurso ainda existem importantes ruínas de arcos, significativamente mais baixos, atravessando fossos e inclinações, como em Tor Tre Teste, onde um parque foi criado à volta das ruínas.

## Galeria

Imagens do aqueduto
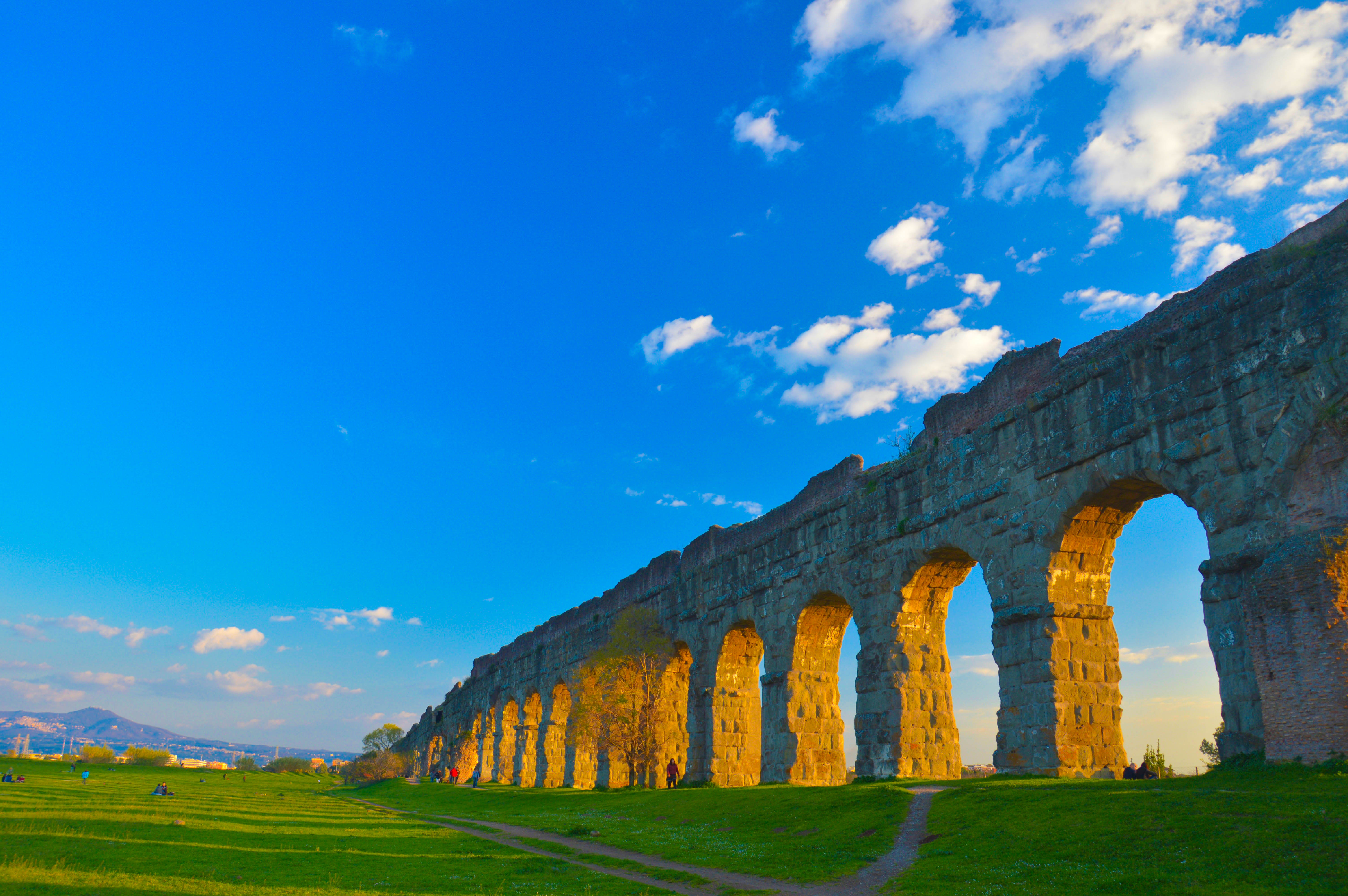
Vista do aqueduto atravessando os vales da Campanha Romana.
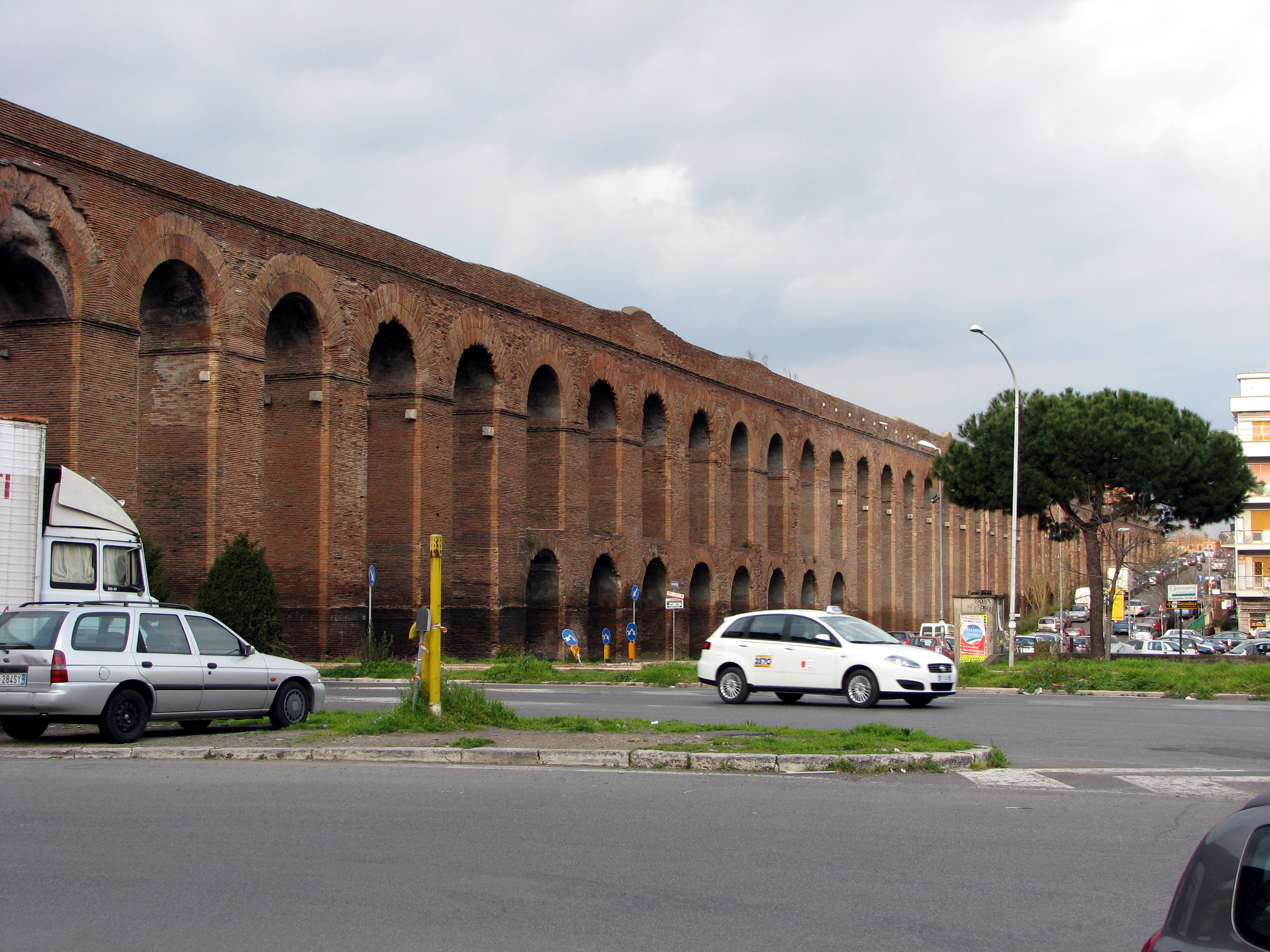
Trecho mais alto, no Fosso di Centocelle, onde os arcos atingem até 25 metros de altura.
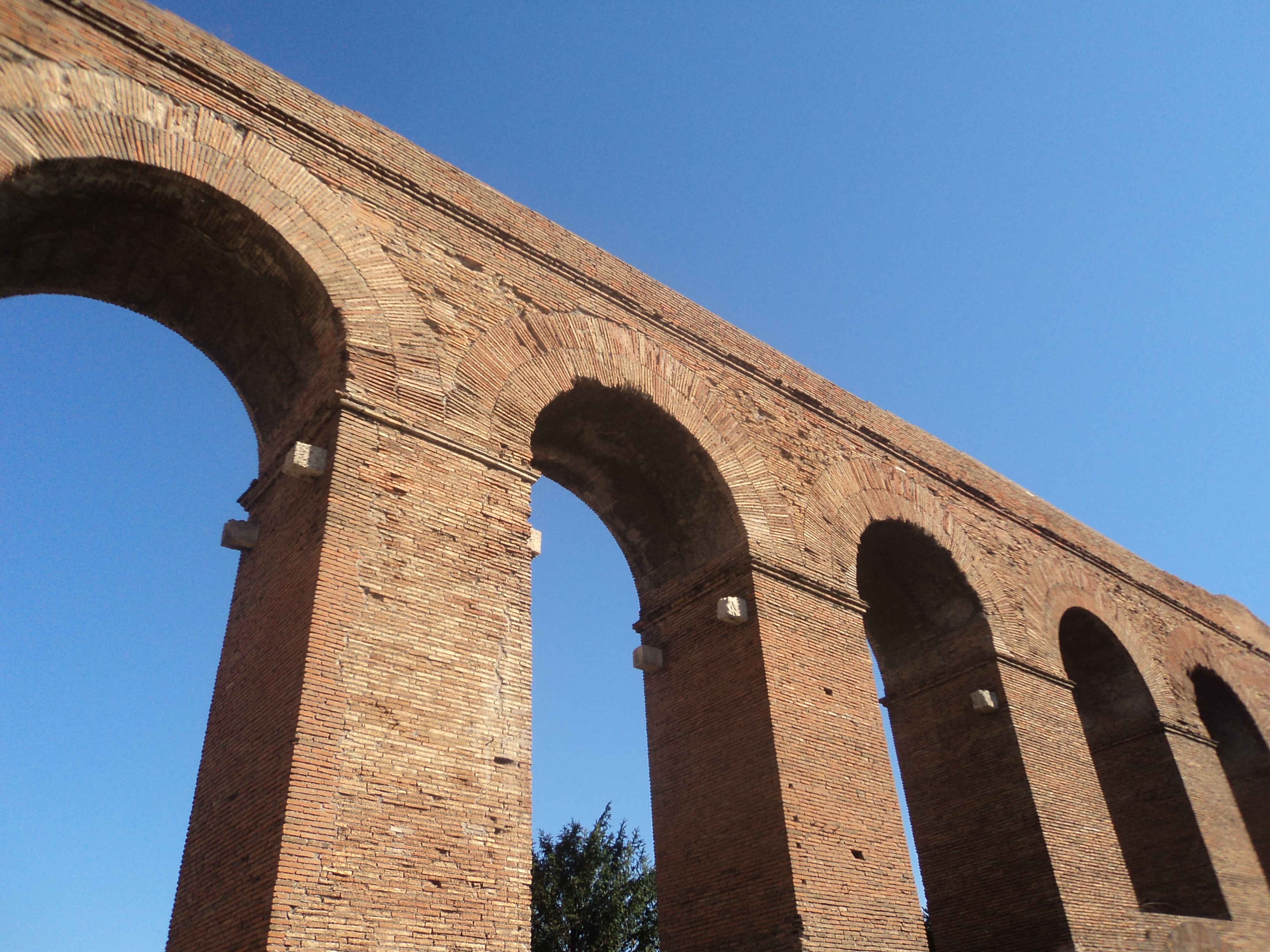
Detalhe do revestimento de tijolos do arco em concreto romano.
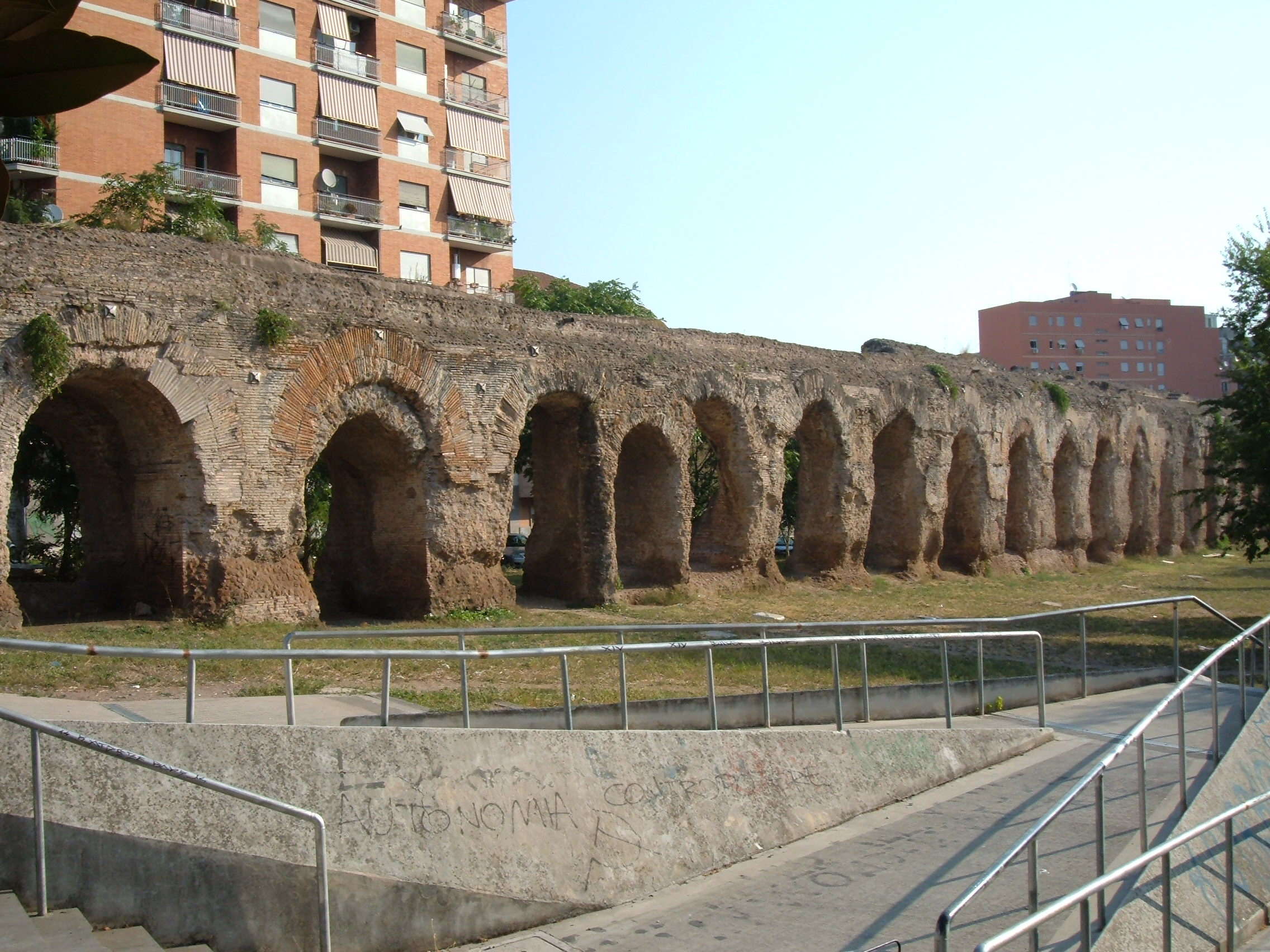
Trecho em Torpignattara, em Roma.
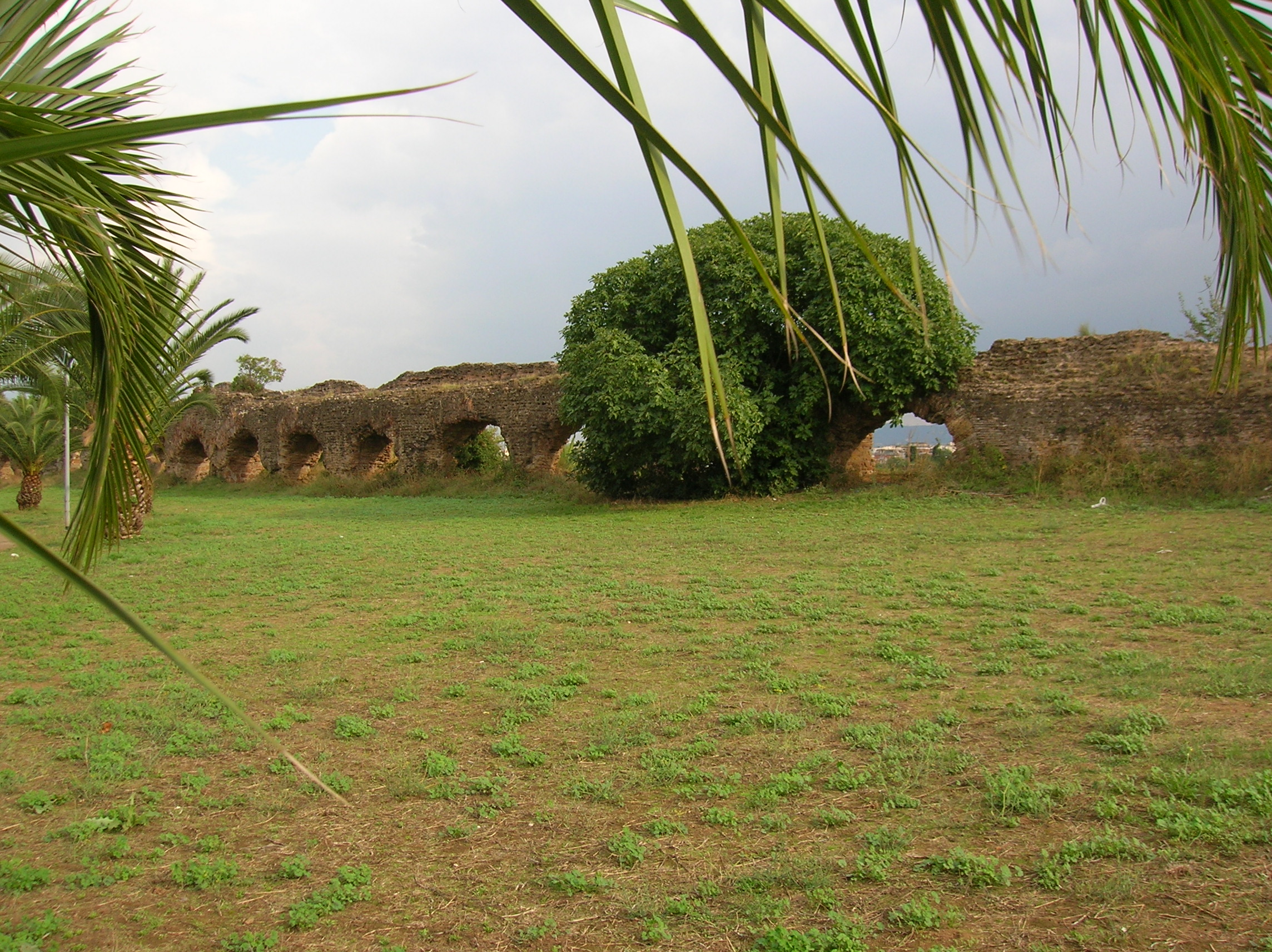
Trecho mais baixo e já quase sem o revestimento em Tor Tre Teste.